# Логарифмічно опукла функція
Кажуть, що функція f означена на опуклій підмножині дійсного векторного простору і така, що приймає додатні значення логарифмічно опукла чи суперопукла якщо {\displaystyle {\log }\circ f}, композиція логарифмічної функції з f, це  — опукла функція. Логарифм дуже сповільнює зростання початкової функції {\displaystyle f}, отже якщо композиція зберігає властивість опуклості, то це повинно означати, що початкова функція {\displaystyle f} була 'дійсно опуклою', звідси термін суперопукла.
Логарифмічно опукла функція f — це опукла функція, бо це композиція висхідної функція {\displaystyle \exp } і функції {\displaystyle \log \circ f}, яка опукла за припущенням. Зворотнє твердження не завжди істинно: наприклад, {\displaystyle g:x\mapsto x^{2}} — опукла, але {\displaystyle {\log }\circ g:x\mapsto \log x^{2}=2\log |x|} — ні і тому {\displaystyle g} не логарифмічно опукла. З іншого боку, {\displaystyle x\mapsto e^{x^{2}}} — логарифмічно опукла, бо {\displaystyle x\mapsto \log e^{x^{2}}=x^{2}} — опукла. Важливим прикладом логарифмічно опуклої функції є гамма-функція на множині додатних дійсних чисел.

## Властивості
- Логарифмічна опуклість {\displaystyle \Rightarrow } опуклість {\displaystyle \Rightarrow } квазіопуклість.[2]